# 張斆
張斆（1467年—？），字時學，雲南大理衛浙江嘉興縣人，明朝政治人物。

## 生平
雲南鄉試第四名舉人。弘治六年（1493年）中式癸丑科會試第三十七名，三甲第二百零五名進士。

## 家族
曾祖張景福；祖父張僖，贈郎中；父張正，建寧知府。母呂氏（封安人）。具庆下。兄張敏，贡士。弟张徹。